# Reinigungsflug

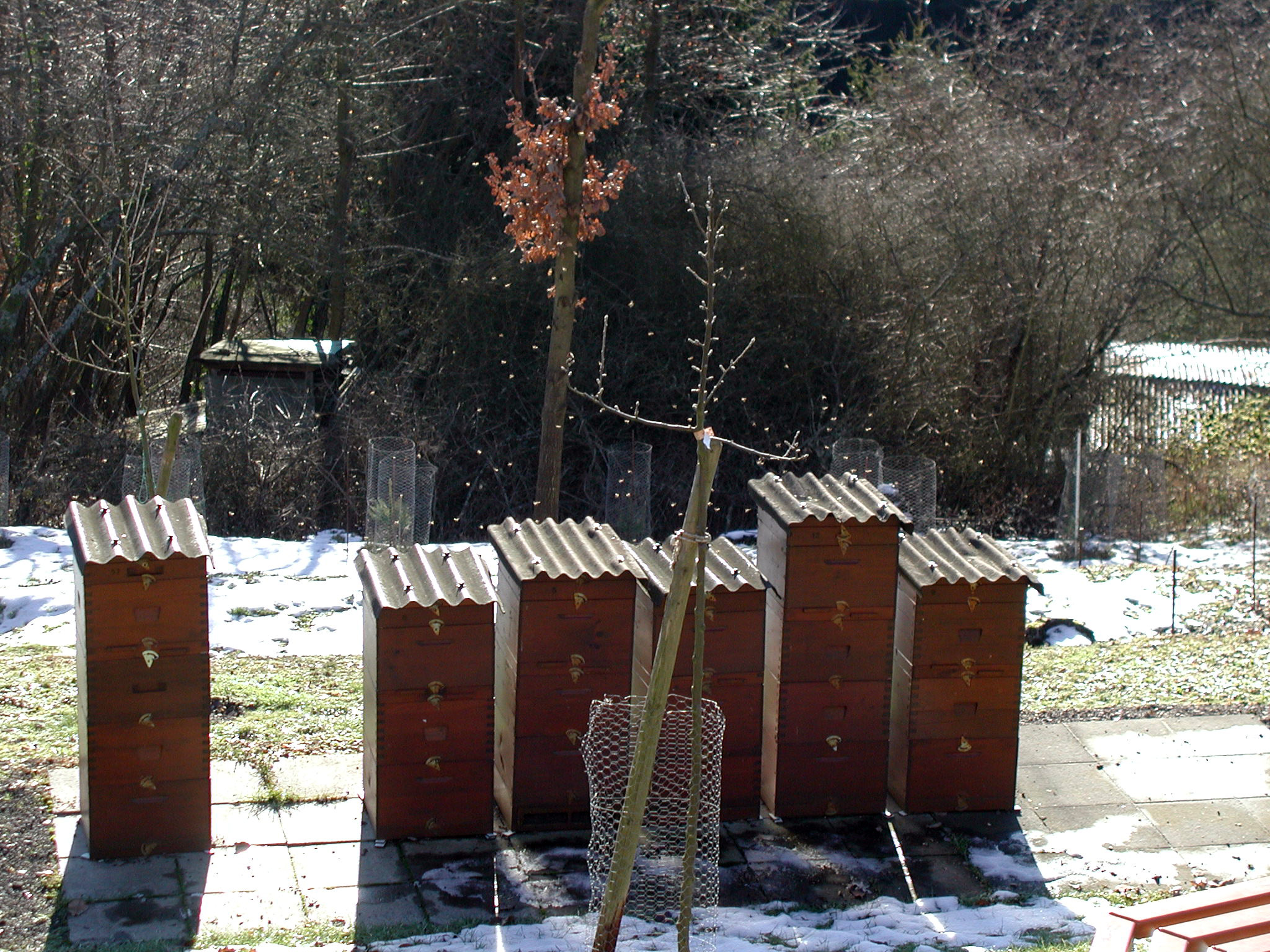
Bienenvölker beim Reinigungsflug an einem sonnigen Tag im Januar mit Schnee auf dem Boden

Als Reinigungsflug bezeichnet man das erste Ausfliegen von vielen Bienen eines Bienenvolkes im Winter oder im zeitigen Frühjahr.

## Beschreibung
Beim Reinigungsflug entsorgen die Bienen ihre Exkremente, die sich in ihrer Kotblase während der wochen- oder monatelangen Winterruhe angesammelt haben. Da Bienen im Bienenstock wegen der Gefahr von Krankheitserregern nicht koten, ist der Reinigungsflug die einzige Möglichkeit der Entleerung. Voraussetzung für den Flug ist ein sonniger Tag mit einer Lufttemperatur von mindestens 10 °C um die Mittagszeit. Nur dann sind die Bienen überhaupt in der Lage, zu fliegen und in den Stock zurückzukehren. Bei niedrigen Temperaturen, plötzlichem Regen oder starkem Wind ist der Flug für die Bienen wegen Unterkühlung mit erheblicher Gefahr verbunden. An den Kotflecken kann der Imker erkennen, ob seine Bienenvölker gesund sind oder an durchfallartigen Krankheiten leiden.
Zum Nachbarschaftsstreit kann der Reinigungsflug werden, wenn in der Nähe der Bienenvölker draußen Wäsche zum Trocknen aufgehängt ist oder Autos abgestellt sind. Darauf finden sich dann gelbe oder bräunliche Kotflecken. Bei unwesentlicher Beeinträchtigung muss dies in Deutschland laut dortigem Nachbarrecht geduldet werden.